# Unidad Reguladora de Servicios de Comunicaciones
La Unidad Reguladora de Servicios de Comunicaciones (URSEC) es el organismo público encargado de la regulación y el control de las actividades referidas a las telecomunicaciones y los servicios postales en Uruguay.

## Antecedentes
En 1928, con el advenimiento de las primeras emisoras radiales, fue creada la entonces Dirección de los Servicios de Radiocomunicaciones, quien el 1 de julio de 1929 aprobaría el uso de la característica CX como definitiva, por lo que las emisoras de radio que habían sido creadas antes de la fecha, utilizaban la características CWO y CWS, debieron adoptar la nueva característica. 
En 1931 se autoriza a la Administración General de las Usinas y Transmisiones Eléctricas, el desarrollo de las comunicaciones telefónicas en Uruguay pasando a denominarse Administración General de las Usinas y Teléfonos del Estado. En 1933, la Dirección de los Servicios de Radiocomunicaciones modifica la su denominación y pasa a llamarse como Dirección General de Comunicaciones y se produce la separación del Correo oficial.
En 1967 con la aprobación de la Constitución  de 1967, la institución se convierte en un organismo descentralizado del Ministerio de Transporte, Comunicaciones y Turismo.
En el año 1974 durante la Dictadura cívico-militar es creada la Administración Nacional de Telecomunicaciones organismo público prestador de servicios de telecomunicaciones y agente regulador de las mismas.
El 8 de noviembre  de 1984 es creada una nueva Dirección Nacional de Comunicaciones, como unidad ejecutora del Ministerio de Defensa Nacional y cumplió la función de asesorar, coordinar y de ejecutar la Política Nacional de Comunicaciones que fije el Poder Ejecutivo dentro de las competencias que se indican en el artículo 3 del Decreto N° 15671.

## Creación
El 21 de febrero de 2001, durante la presidencia del presidente Jorge Batlle, mediante la Ley 17.296 es creada la Unidad Reguladora de Servicios de Comunicaciones y con ella se amplió su espectro regulador, el cual incluye la transmisión o recepción de signos, señales, escritos, imágenes, sonidos o informaciones de cualquier naturaleza, por radioelectricidad con o sin hilos, medios ópticos y otros sistemas electromagnéticos. También incluye la admisión, procesamiento, transporte y distribución de correspondencia realizada por operadores postales; en efecto, desde fines del siglo XX existen numerosos correos privados en Uruguay, que compiten con el anteriormente monopólico Correo Uruguayo.
Dicha norma fue modificada por diversas leyes, tales como: Ley 17.598 de 13 de diciembre de 2002, Ley 17.930 de 9 de diciembre de 2005, Ley 18.046 de 24 de octubre de 2006, Ley 18.719 de 27 de diciembre de 2010, Ley 18.996 de 7de noviembre de 2012 , Ley 19.307 de 29 de diciembre de 2014 y Ley 19.889 de 9 de julio de 2020.
El 9 de diciembre de 2005, con la probación de la Ley 17.930  en su artículo 192, establece que tal organismo “se vinculará  administrativamente con el Poder Ejecutivo a través del Ministerio de Industria, Energía y Minería y actuará con autonomía técnica.

El 9 de julio de 2020, con la aprobación de la Ley 19.889, la Unidad Reguladora de Servicios de Comunicaciones deja de ser una unidad dependiente de la Presidencia de la República, y se convierte en un organismo descentralizado.

## Objetivos
- Extensión y universalización del acceso a los servicios de comunicaciones.
- Promoción de la competencia en comunicaciones.
- Aplicación de tarifas que reflejen costos económicos.
- Fomento de niveles óptimos de inversión.
- Protección de los derechos de los usuarios.